# شيبيتيفكا
شيبيتيفكا هي مدينة من مدن أوكرانيا. يبلغ عدد سكانها 43661 نسمة وذلك حسب إحصائيات سنة 2010. تبلغ مساحتها 40 كم².

## أعلام
- فالنتينا ماتفيينكو